# 카이트젠
카이트젠(KiteGen)은 이탈리아에서 개발된 고공풍력발전의 한 종류이자 그 기술을 개발한 회사를 지칭한다. 회전의 수직축 방향은 정지 상태와 기존의 풍력 터빈의 크기의 증가를 막는 동적 문제를 없애는 것을 목적으로 삼는다. 원형 축 요요 장치는 베르차노 디 산 피에트로(이탈리아)에서 시험 연구중이다.

## 발전 원리
일반적 카이트젠의 발전 모델은 하나의 연으로 이루어져 있다. 연은 풍력효율을 높이기 위해 자동적으로 조절되며 유연성이 높은 반경성 소재를 사용한다. 이 연 좌우에 고장력 케이블이 연결되어 있으며, 케이블은 원형 축 요요 장치라는 두 개의 드럼통에 연결되어 있다. 연이 바람에 밀려나면서 케이블이 풀리며 드럼통의 발전기에 의해 발전을 하게 된다. 케이블이 모두 풀렸을 때는 한쪽을 풀고 한쪽을 감음으로서 연을 옆으로 세워 감음으로서 공기저항을 줄인다. 이때 손실되는 에너지의 양은 발전한 양의 12% 정도가 된다. 이 과정을 반복하며 전기에너지를 생산하게 된다.

## 같이 보기
- 공중 풍력 터빈
- 재생 가능 에너지
- 대체 에너지